# 川上葉月
川上 葉月（かわかみ はつき、1989年8月22日 - ）は、日本のフルート奏者。月音ミュージック合同会社CEO。

## 経歴・人物
埼玉県大里郡岡部町（現・深谷市）生まれ。4歳からピアノを習い、12歳の時にフルートを始める。フルートを始めた理由は家に楽器があったから。埼玉県立本庄高等学校を経て、武蔵野音楽大学音楽学部器楽学科フルート専攻に入学。大学卒業後はプロ奏者ではなく、フルートの専門誌や楽譜を扱う出版社に就職する。
2014年、フランス・パリのパリ19区立ジャック・イベール音楽院に留学。
2016年、日本帰国。埼玉県深谷市に自身の音楽教室（旧 川上葉月フルート音楽教室　現 月音おんがく教室）を設立。
2017年、25代深谷フラワークイーンに就任。CD制作のクラウドファンディングに挑戦し達成。その後ファーストアルバム「F」を発売。
2021年藍染ドレスと福祉コンサート開催のためのクラウドファンディング「武州正藍染＆SDGs 埼玉県深谷市から渋沢栄一の偉業を広めたい！」に挑戦し達成